# Gegero
José Nicolau Ludgero Maselli, conhecido como Gegero (? — 16 de agosto de 1996), foi um político brasileiro.
Em outubro de 1955, foi eleito vice-prefeito de Campinas, município do interior do Estado de São Paulo, na chapa de Ruy Hellmeister Novaes. Com a renúncia de Ruy Novaes, eleito deputado federal, Ludgero Maselli assumiu a prefeitura de Campinas em fevereiro de 1959, cumprindo seu mandato até dezembro do mesmo ano.
Foi também vereador por Campinas, além de presidente do Clube Campineiro de Regatas e Natação (1949-1950) e do E. C. Corinthians de Campinas.
Faleceu em 1996, tendo sido uma avenida central de Campinas nomeada em sua homenagem.